# Barcice Rososkie
Barcice Rososkie (prononciation : [barˈt͡ɕit͡sɛ rɔˈsɔskʲɛ]) est un village polonais de la gmina de Chynów dans le powiat de Grójec de la voïvodie de Mazovie dans le centre-est de la Pologne.

## Histoire
De 1975 à 1998, le village appartenait administrativement à la voïvodie de Radom.